# Алфа Ромео 166
Алфа Ромео 166 је аутомобил више средње класе који је производила италијанска фабрика аутомобила Алфа Ромео од 1996. до 2007. године.

## Историјат
Алфа 166 је имала проблематичан почетак. Возило је конструисано пре Алфе 156 и била је објављена скора производња за крај 1994. године. Међутим, у то време продаја возила Алфа Ромеа је била клонула, па пројекат је склоњен како би се концентрисао на развој и покретање модела 156.
Како би дизајн остао свеж, Алфа Ромео је направио серију измена на основама Ланче капа, радикално променивши постављену суспензију и приступљено је потпуно новом дизајну унутрашњости возила. Алфа 166 је замена за Алфа Ромео 164. Производња је започела крајем 1996. године, а модел је био доступан од 1998. године. Аутомобил је дизајнирао Centro Stile Alfa Romeo, под управом Валтера де Силве.
Алфа 166 је била складна, али дизајн маске није био баш погођен. То је исправљено редизајном из 2003. године. На салону аутомобила у Франкфурту септембра 2003. године представљена је значајно ревидирана Алфа 166. Најзначајније су измене шасије, унутрашњости и распона мотора, стајлинг је суштински измењен. Нови предњи крај личио је на ревидирану Алфа 156-ицу.
Октобра 2005, Алфа 166 је повучена из продаје на неким тржиштима. И након рестајлинга продаја модела 166 није расла онако како су се из компаније надали, а додатни недостатак дизел мотора на тржишту Уједињеног Краљевства, Аустралије и Ирске ограничио је његов домет у аутомобилском сектору. Јуна 2007. године производња Алфе 166 је завршена, без директног наследника. Септембра 2008. године платформа је продата кинеском државном произвођачу GAC Group. Укупно је направљено мање од 100.000 аутомобила.
У лето 2009. године британски Autocar је Алфу 166 прогласио половним аутомобилом који најбрже губи вредност, након три године задржава тек 14,4% почетне вредности.

## Мотори
Основни модел је покретао бензински дволитраш са две свећице по цилиндру 2.0 TS са 155 КС. У понуди су још били турбо-бензинац 2.0 V6/205 КС, атмосферски 2.5 V6/190 КС са аутоматским мењачем steptronic, као и 3.0 V6/226 КС са аутоматским мењачем steptronic. У дизелској понуди је био 5-цилиндрични 2.4 JTD/136 КС, који се показао веома издржљивим. Редизајном 2003. године, добио је бензинца 3.2 V6 и турбо-дизелаша 2.4 JTD 20v са 175 КС и нешто касније 2.4 JTD M-Jet 20v са 180/185 КС.
| Модел             | Мотор  | Тип мотора | Запремина | Снага           | Година производње |
| ----------------- | ------ | ---------- | --------- | --------------- | ----------------- |
| 2.0 Twin Spark    | Бензин | R4         | 1970 cm³  | 110 kW (150 КС) | 10/2000–07/2006   |
| 2.0 Twin Spark    | Бензин | R4         | 1970 cm³  | 114 kW (153 КС) | 09/1998–09/2000   |
| 2.0 V6 TB         | Бензин | V6         | 1996 cm³  | 151 kW (202 КС) | 09/1998–10/2000   |
| 2.5 V6 24V        | Бензин | V6         | 2492 cm³  | 138 kW (185 КС) | 10/2000–09/2003   |
| 2.5 V6 24V        | Бензин | V6         | 2492 cm³  | 140 kW (190 КС) | 09/1998–09/2000   |
| 3.0 V6 24V        | Бензин | V6         | 2959 cm³  | 162 kW (217 КС) | 10/2000–07/2006   |
| 3.0 V6 24V        | Бензин | V6         | 2959 cm³  | 166 kW (223 КС) | 09/1998–09/2000   |
| 3.2 V6 24V        | Бензин | V6         | 3179 cm³  | 177 kW (237 КС) | 09/2003–06/2007   |
| 2.4 JTD 10V       | Дизел  | R5         | 2387 cm³  | 100 kW (130 КС) | 09/1998–09/2000   |
| 2.4 JTD 10V       | Дизел  | R5         | 2387 cm³  | 103 kW (138 КС) | 10/2000–04/2002   |
| 2.4 JTD 10V       | Дизел  | R5         | 2387 cm³  | 110 kW (150 КС) | 04/2002–06/2005   |
| 2.4 JTD 20V       | Дизел  | R5         | 2387 cm³  | 129 kW (173 КС) | 09/2003–07/2006   |
| 2.4 JTD 20V M-Jet | Дизел  | R5         | 2387 cm³  | 132 kW (177 КС) | 07/2005–06/2007   |
| 2.4 JTD 20V M-Jet | Дизел  | R5         | 2387 cm³  | 136 kW (182 КС) | 07/2006–06/2007   |

## Галерија
- Задњи део
- Рестајлинг
- Унутрашњост